# Regeringen Lundeberg
Regeringen Lundeberg tillträdde 2 augusti 1905 och avgick 7 november samma år. Den efterträdde regeringen Ramstedt, och efterträddes i samband med andrakammarvalet 1905 av regeringen Staaff I. Under ministären upplöstes svensk-norska unionen.
Regeringen Lundeberg tillträdde efter att ämbetsmannaministären Ramstedt avgått till följd av turerna kring unionsupplösningen. Regeringen Ramstedts avgång var det första totala regeringsskiftet i Sverige (tidigare hade aldrig en hel regering avgått simultant - ministrarna hade istället tillträtt och avgått successivt), och regeringen Lundeberg var den första att bildas utifrån riksdagens sammansättning, istället för de utnämnda statsrådens relation till kungen. Dess tillträde innebar sålunda ett första verkligt genombrott för parlamentarismen i Sverige.
Regeringen kan kallas koalitionsregering eller samlingsregering, eftersom den leddes av en konservativ statsminister, Christian Lundeberg, uppbackad av dels andra statsråd från första kammarens protektionistiska parti och andra kammarens ledande högerparti lantmannapartiet, men också ett par liberaler, liksom några ämbetsmannastatsråd. 

## Statsråd
| Statsminister         |  | Christian Lundeberg     | 2 augusti 1905 | 7 november 1905 | Protektionistiska partiet |
| Justitieminister      |  | Gustaf Berg             | 2 augusti 1905 | 7 november 1905 | Protektionistiska partiet |
| Utrikesminister       |  | Fredrik Wachtmeister    | 2 augusti 1905 | 7 november 1905 | Protektionistiska partiet |
| Krigsminister         |  | Lars Tingsten           | 2 augusti 1905 | 7 november 1905 | Partilös                  |
| Sjöförsvarsminister   |  | Arvid Lindman           | 2 augusti 1905 | 7 november 1905 | Protektionistiska partiet |
| Civilminister         |  | Johan Widén             | 2 augusti 1905 | 7 november 1905 | Lantmannapartiet          |
| Finansminister        |  | Elof Biesèrt            | 2 augusti 1905 | 7 november 1905 | Liberala samlingspartiet  |
| Ecklesiastikminister  |  | Hjalmar Hammarskjöld    | 2 augusti 1905 | 7 november 1905 | Partilös                  |
| Jordbruksminister     |  | Alfred Petersson        | 2 augusti 1905 | 7 november 1905 | Lantmannapartiet          |
| Konsultativa statsråd |  |                         |                |                 |                           |
| Konsultativt statsråd |  | Karl Staaff             | 2 augusti 1905 | 7 november 1905 | Liberala samlingspartiet  |
| Konsultativt statsråd |  | Gustaf Albert Petersson | 2 augusti 1905 | 7 november 1905 | Partilös                  |